# Прусакова, Мария Александровна
Мари́я Алекса́ндровна Прусако́ва (род. 25 декабря, 1989 года, Москва, СССР) — российская сноубордистка, выступавшая в дисциплинах: биг-эйр, хафпайп, сноуборд-кросс, параллельный слалом, параллельный гигантский слалом. Мастер спорта России.
- Участница Зимних Олимпийских игр 2006 в хафпайпе (32 место);
- Двукратная чемпионка России по сноубордингу в хафпайпе (2006 и 2007);
- Серебряный призёр Чемпионата России по сноубордингу 2004 в хафпайпе;
- Двукратный призёр FIS Race в хафпайпе;
- Бронзовый призёр Junior Race 2005 в хафпайпе.

Мария — старшая сестра сноубордистки Екатерины Прусаковой, двукратного призёра Чемпионатов России в хафпайпе (2012 и 2013).

## Интервью
- Мария Прусакова: победа далась нелегко
- Маша Прусакова: «Ощущения непередаваемые»